# Manco Inca Yupanqui
Manco Inca Yupanqui (1516-1544) (Manqu Inka Yupanki trong tiếng Quechua) là người sáng lập và quốc vương (Sapa Inca) của Nhà nước Tân Inca độc lập Vilcabamba, mặc dù ban đầu ông cũng là một hoàng đế bù nhìn được xếp đặt bởi người Tây Ban Nha. Ông cũng được biết đến với tên "Manco II" và "Manco Cápac II" ("Manqu Qhapaq II"). Ông là một trong những người con trai của Huayna Capac và là em trai của Huáscar.:150